# Pontoperla
Pontoperla is een geslacht van steenvliegen uit de familie groene steenvliegen (Chloroperlidae). De wetenschappelijke naam van het geslacht is voor het eerst geldig gepubliceerd in 1967 door Peter Zwick.

## Soorten
Pontoperla omvat de volgende soorten:
- Pontoperla katherinae (Balinsky, 1950)
- Pontoperla teberdinica (Balinsky, 1950)